# Mayumi Yoshida
Mayumi Yoshida (吉田真弓) é uma ex-atriz japonesa nascida em 17 de julho de 1965 em Chiba. Ela é mais conhecida no Brasil por ter interpretado Lu, a Pink Flash em Comando Estelar Flashman. Ela também participou de episódios de outras séries de tokusatsu, como Kamen Rider Black, Jetman, Winspector e Solbrain.
Yoshida também fez parte do JAC (Japan Action Club - time de dublês de muitos seriados de tokusatsu), e atuou como "suit actor", aqueles que faziam as cenas de ação de personagens fantasiados e com o rosto coberto. Nessa função, ela foi a Pink Five, em Fiveman.
Apesar de ter se afastado da carreira de atriz após seu casamento com Michihiro Takeda (outro suit actor), aparece em eventos com seus ex-colegas de Flashman, inclusive em outros países, como a Coreia do Sul. Em 2022, fizeram até um evento online para fãs brasileiros.
Em julho de 2024, visita o Brasil pela primeira vez, participando da Anime Friends, novamente com seus colegas de elenco.